# Merostomata
Merostomata (Pijlstaartkreeften) is een klasse uit de geleedpotigen. Algemeen wordt ervan uitgegaan dat Merostomata zijn wortels in het begin van het Cambrium (500 miljoen jaar geleden) heeft.

## Taxonomie
- Orde Xiphosura (Degenkrabben)
  - Familie Limulidae